# Simonetta Di Pippo
Simonetta Di Pippo (Roma, 30 de juny de 1959) és una astrofísica italiana, fou directora de l'Oficina de Nacions Unides per a Assumptes de l'Espai Exterior (o UNOOSA) entre 2014 i 2023.

## Biografia
Simonetta Di Pippo es va diplomar en física, orientació astrofísica i física espacial a la Universitat La Sapienza de Roma. El 1986 s'incorporà al projecte espacial italià, que el 1988 va donar lloc a l'Agència Espacial Italiana.
Al llarg de la seva carrera ha format part de diversos programes internacionals. Des de 1989, va ser delegada d'Itàlia a l'ESA per a l'Estació Espacial Internacional. Ha estat experta europea per al programa internacional de la NASA per a l'exploració de Mart. Ha col·laborat en la preparació del Programa Aurora per a l'exploració robòtica i humana del sistema solar.
El 2001 va ser nomenada responsable de la ASI per a la coordinació de la missió Marco Polo. D'octubre de 2002 a maig de 2008, va assumir la responsabilitat del sector d'Observació de l'Univers de la ASI. Des de l'1 de juliol de 2005 fins al 15 d'abril de 2008 va presidir el Consell Director per als programes de vols tripulats, microgravetat i exploració en l'Agència Espacial Europea (ESA), mentre que el 2007 va ser responsable de missió de l'astronauta italià Paolo Nespoli a bord del vol de la nau STS-120.
Va ser directora de vols tripulats en l'ESA de maig de 2008 a març de 2011 i, successivament, consellera especial del Director General de l'ESA entre abril de 2011 i maig de 2012. Simonetta Di Pippo és responsable de l'Observatori per a la Política Espacial Europea de l'Agència Espacial Italiana (ASI) a Brussel·les.
Des de juny de 2009, és presidenta i cofundadora de l'Associació internacional Women in Aerospace Europa, amb seu als Països Baixos.
Des del mes d'abril de 2013 forma part del Global Board Ready Women, la llista de les potencials tops mànagers redactat per les escoles de negocis europees en el marc de la iniciativa Women Es Boards. Nomenada acadèmica de l'Acadèmia Internacional de Astronáutica (IAA) al juliol de 2013, va conduir l'estudi "Public/Private Human Access to Space" per compte de la IAA des de juliol de 2012. Aquest estudi pretén analitzar a nivell global la possibilitat desenvolupadora del mercat dels vols tripulats comercials.
El març de 2014 va ser nomenada directora de l'Oficina de Nacions Unides per a Assumptes de l'Espai Exterior, amb seu a Viena.
Des de març de 2022 és professora de Pràctica d'Economia Espacial i Directora del Laboratori d'Evolució de l'Economia Espacial a la SDA Bocconi (Scuola di Direzione Aziendale Bocconi), de la Universitat de Milà.

## Premis i distincions
- Va ser nomenada Oficial de l'Orde del Mèrit pel president italià Carlo Azeglio Ciampi (2006).[13]
- La Unió Astronòmica Internacional va donar el seu nom ("Dipippo") el 2008 a l'asteroide 21887 en reconeixement de la seva contribució a l'exploració espacial.
- Al maig de 2013, la St. John University (Vinovo, Torí) li va atorgar el doctorat Honoris causa en Estudis Mediambientals.
- Premi Internacional Sebetia-Ter - Medalla d'Or del President de la República per la seva contribució al sector espacial (2010)
- WIA Leadership Award - Women in Aerospace, 2012
- Títol de "Visionària de l'espai" atorgat per la Societat internacional de Visionàries de l'espai (2007).
- Premi de Cooperació Internacional - AIAA - Institut Americà d'Aeronàutica i Astronàutica, 2016
- Premi Hubert Curien - Eurisy, 2018
- Ordre del sol naixent, raigs daurats amb cinta al coll - Gabinet del Japó, 2022
- Comandant de l'Orde del Mèrit de la República Italiana - Presidència de la República Italiana, 2022
- Gran Condecoració d'Honor en Or pels serveis a la República d'Àustria - Presidenza della Repubblica Austriaca, 2022
- 2022 Saló de la Fama de la IAF - Federació Astronàutica Internacional (IAF), 2022
- Premi "Faces of Memory" - Presidència de l'Ajuntament de Milà, 2022[14]

## Divulgació
Simonetta Di Pippo és l'autora del llibre Astronauti i ha col·laborat en la redacció del capítol sobre planetologia de l'Enciclopèdia Treccani. També és l'autora de nombroses publicacions científiques (aproximadament 60) i també de molts informes tècnics, de proposicions científiques i d'acords de cooperació internacional (aproximadament 50). Ha publicat articles en periòdics i revistes, nacionals i internacionals. Les seves activitats d'ensenyament són nombroses en el Space Policy Institute de la Universitat George Washington, on és professora convidada, i en la Libera Università Internazionale degli Studi Sociali (LUISS) de Roma. També participa en tasques de divulgació en ràdio i televisió.

## Publicacions
- Astronauti, Mursia, 2002
- Dai ghiacci della Va enterrar he ghiacci dell'Univers, Di Martino, Di Pippo i al., Erga Edizioni, 2007